# Doris Prilop
Doris Prilop (* 1962 in Leverkusen) ist eine deutsche Schauspielerin. Mittlerweile arbeitet sie schwerpunktmäßig als Coach, Trainerin und Moderatorin.

## Leben
Prilop absolvierte ihre Ausbildung an der Westfälischen Schauspielschule in Bochum, wo sie Gastrollen am Bochumer Schauspielhaus gestaltete. Nach einem Engagement in der norddeutschen Provinz zog es sie nach Berlin, wo sie seit 1989 als freie Schauspielerin tätig ist, sowohl im Sprechtheater wie auch in Musicals und Operetten.
Außerdem arbeitete sie kontinuierlich mit der Neuköllner Oper Berlin zusammen und stellte mehrere Programme und Chanson-Abende vor. Mit Chronologie einer verbotenen Liebe verfasste sie ihr erstes musikalisch-literarisches Hörspiel, bei dem sie auch für die Regie verantwortlich war.
An der Berliner Tribüne spielte sie unter anderem in dem Theaterstück Doppeltüren von Alan Ayckbourn. Außerdem hatte sie in Berlin Hauptrollen in Harold und Maude nach dem gleichnamigen Film, in der deutschsprachigen Erstaufführung von Abigails Party von Mike Leigh und in der Operette Herz über Bord von Eduard Künneke.
Als Theaterschauspielerin trat Prilop weiterhin im Sommer 2009 bei den Kreuzgangsfestspielen Feuchtwangen als Madame Gondelaurier in Der Glöckner von Notre-Dame auf. Außerdem übernahm sie die Rolle der Frau Brigitte in Der zerbrochne Krug von Heinrich von Kleist.
In der Spielzeit 2012/13 gehörte sie dem Ensemble des Wieners Theater der Jugend an.
Prilop ist seit Beginn der 1990er Jahre ebenfalls in Film und Fernsehen zu sehen. Nach Auftritten in Produktionen wie Detektivbüro Roth, Endstation Harembar, Dr. Sommerfeld – Neues vom Bülowbogen, Schmetterlinge im Bauch, Streit um drei und After The Vernissage ist sie seit 2006 als Frau Beck in der ZDF-Kinderserie Siebenstein bekannt geworden.
Im Mai 2011 hatte Prilop für fünf Folgen einen Gastauftritt in der Sat.1-Telenovela Anna und die Liebe.

## Film und Fernsehen (Auswahl)
- 1986: Detektivbüro Roth: Wir halten keinen
- 1991–92: Endstation Harembar
- 2003: Dr. Sommerfeld – Neues vom Bülowbogen: Lebenslügen
- 2004: Mitfahrer – Jede Begegnung ist eine Chance
- 2006: Schmetterlinge im Bauch
- seit 2006: Siebenstein
- 2007: Löwenzahn: Streichinstrumente – Der große Auftritt
- 2011: Anna und die Liebe
- 2011: Schwesternherz